# شرافت (مجله)
مجله ماهانه شرافت بین سالهای ۱۸۹۶ تا ۱۹۰۳ در تهران منتشر می‌شد. تحت مدیریت محمدباقرخان، یکی از وزرای کابینه مظفرالدین شاه، مجموعاً ۶۶ شماره از این مجله در یک جلد منتشر شد. این مجله مانند مجلهٔ شرف، که جایگزین آن شده بود، به‌دلیل تصاویر و عکس‌های متعدد و مفصل شهره بود. این مجله با تمرکز بر انتشار پرتره و زندگینامه‌های افراد سرشناس ایرانی و خارجی، سیاستمداران و هنرمندان آن زمان، سنت شرف را ادامه داد. شرافت هنر و نقاشی آن زمان را تغییر داده و متحول کرد.